# XX съезд КПК

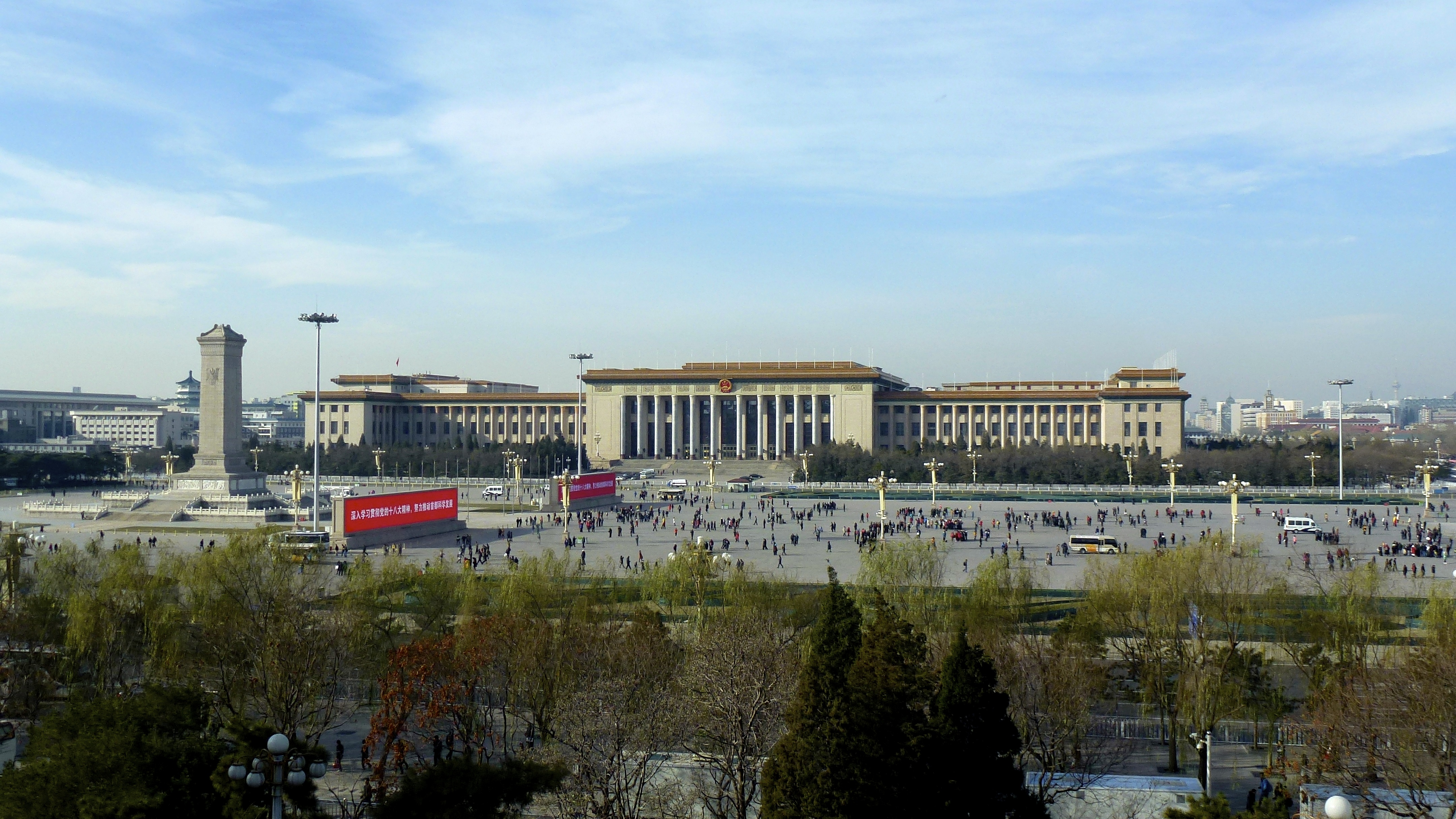
Вид на Дом народных собраний

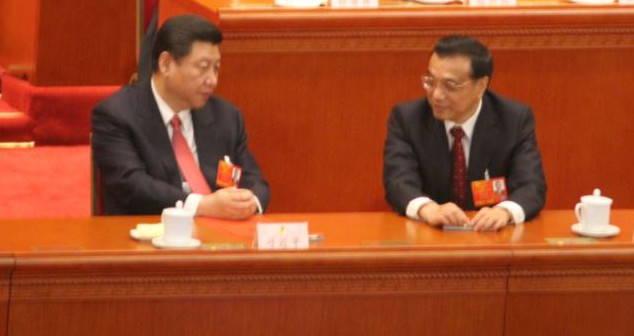
Генеральный секретарь ЦК КПК и председатель КНР Си Цзиньпин и глава правительства Ли Кэцян

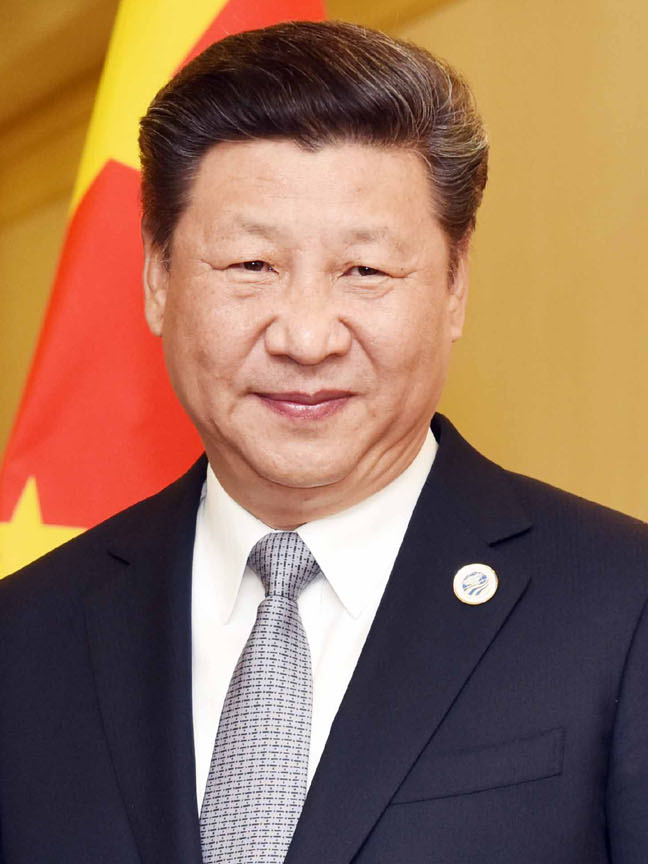
Председатель КНР Си Цзиньпин

XX Всекитайский съезд КПК — очередной съезд правящей Коммунистической партии Китая, прошедший 16—22 октября 2022 года в Пекине.

## Предварительная информация
Подготовка к съезду началась годом ранее и завершится пленарным заседанием 19-го Центрального комитета партии накануне 20-го Национального съезда; это седьмое пленарное заседание Центрального комитета было запланировано на 9 октября и тогда же и начнется.
Решение созвать очередной съезд было принято на VI Пленуме ЦК КПК 19 созыва в ноябре 2021 года. Там же было отмечено, что XX съезд станет «чрезвычайно важным, созванным в ключевой момент, когда наша партия отправилась в новый поход к всестороннему строительству модернизированного социалистического государства». Впоследствии государственной телекомпанией CCTV сообщалось, что подготовка к предстоящему мероприятию «идёт гладко».
2296 делегатов съезда представляют более чем 96,7 миллионов членов партии (как отмечается South China Morning Post: на 3 % — до 27 % увеличилось представительство женщин; делегаты же от этнических меньшинств составляют примерно столько же, сколько и на предыдущий партийный съезд — около 12 процентов); избранные представители обладают «высокими идейно-политическими качествами» и являются «видными членами Коммунистической партии». 26 сентября газета People's Daily в редакционной статье призвала делегатов тесно сплотиться вокруг «товарища Си Цзиньпина как ядра партии»: «Твёрдо верится, что под твёрдым руководством ЦК КПК во главе с товарищем Си Цзиньпином и совместными усилиями всех делегатов XX съезд КПК станет съездом единства, победы и стремления».
Съезд утвердит членов Центральной комиссии по проверке дисциплины и изберет Центральный комитет партии, который, в свою очередь, на пленуме сразу после съезда, 23 октября, утвердит членов своего Политбюро и его Постоянного комитета. Наблюдатели ожидали обновление состава Политбюро примерно на половину (предыдущий состав см. Политбюро ЦК КПК 19-го созыва).
Еще до съезда сложилось мнение (например, его озвучивал видный российский предприниматель Олег Дерипаска), что по своим результатам съезд сохранит лидерство нынешнего генсекретаря ЦК КПК Си Цзиньпина. Основным ожидаемым решением это называл доктор политических наук, заместитель директора Института научной информации по общественным наукам РАН Ефременко Д. В. Ченг Ли из Брукингского института полагал, что «нет никаких сомнений в том, что Си Цзиньпин останется на третий срок на постах главы партии и главы государства». По мнению доктора Элис Лайман Миллер, он мог передать роль генерального секретаря доверенному лицу, сам при этом заняв высшую должность председателя партии, вакантную с 1982 года (см. Chairman of the Chinese Communist Party). Также в прицеле внимания наблюдателей — обозначение по итогам съезда кандидатуры преемника Ли Кэцяна на посту главы правительства, из-за предстоящего освобождения Ли этой должности в марте следующего года.
Менее чем за месяц до съезда, в рамках активизированной к нему Си Цзиньпином антикоррупционной кампании, как отмечается Би-би-си, сразу несколько руководителей высшего звена в Китае получили в виде приговоров по обвинению в коррупции — высшую меру с отсрочкой исполнения и заменой на пожизненное заключение; это бывшие заместитель министра общественной безопасности КНР Сунь Лицзюнь (Sun Lijun) («нанес серьезный ущерб единству партии») и министр юстиции Фу Чженхуа (Fu Zhenghua). Фу Чженхуа, а также ряд осужденных вместе с ними бывших начальников полиции Шанхая, Чунцина и Шаньси обвинили ещё и в том, что они принадлежали к политической клике, связанной с Сунь Лицзюнем, нелояльной к Си Цзиньпину.
Как отмечалось в Guardian, «чистки среди высокопоставленных чиновников и [на этом фоне] безосновательные сплетни о „военном перевороте“ в Пекине стали источником лихорадочных спекуляций перед важным съездом».
По мнению д-ра Альфреда Ву, адъюнкт-профессора Школы государственной политики Ли Куан Ю в Национальном университете Сингапура: «XX съезд партии станет в значительной степени формальностью — для одобрения решений и указаний партийного руководства, поскольку переговоры по ключевым вопросам начались задолго до съезда и закончились еще до объявления его даты проведения в конце августа». Как отмечает Ченг Ли в журнале «Тайм» 10 октября 2022 года: «Любые спекуляции о борьбе за власть или вызове Си Цзиньпину совершенно беспочвенны».

## Ход мероприятия
- 9—12 октября прошло предсъездовое пленарное заседание ЦК КПК[31][32][33]. Центральный комитет партии высоко оценил «необычные и экстраординарные» достижения за прошедшие пять лет[27].
- К 15 октября утверждены мандаты всех 2296 делегатов 20-го съезда[12][34]. Тогда же анонсировано, что в один день с открытием съезда, в воскресенье, в ведущем журнале ЦК КПК «Цюши» будет опубликована статья Си Цзиньпина об отстаивании принципа «народ превыше всего»[35]. Также анонсировано, что в Устав КПК будут внесены поправки, содержащие важные теоретические взгляды и стратегические идеи, изложенные в докладе ЦК КПК 19-го созыва 20-му съезду КПК[36].
- 15 октября во второй половине дня под председательством Си Цзиньпина состоялось подготовительное заседание 20-го съезда КПК. На нем утвердили состав президиума съезда, состоящий из 243 человек. Ван Хунин был назначен ответственным секретарем съезда. Принята повестка дня съезда: его участникам предстоит заслушать и рассмотреть доклад ЦК КПК 19-го созыва, рассмотреть доклад о работе Центральной комиссии КПК по проверке дисциплины 19-го созыва, рассмотреть и принять поправки к Уставу КПК, избрать ЦК КПК и ЦКПД 20-го созыва[37]. На последовавшем 1-м заседании президиума 20-го съезда принят список членов постоянного комитета президиума съезда из 46 человек, включая Си Цзиньпина. Дин Сюэсян, Чэнь Си, Го Шэнкунь и Хуан Куньмин были утверждены в качестве заместителей ответственного секретаря предстоящего съезда. ЦК КПК составил список из 83-х специально приглашенных делегатов для участия в съезде, равноправных с остальными делегатами[38][39].

- Си Цзиньпин
- Ли Кэцян
- Ли Чжаньшу
- Ван Ян
- Ван Хунин
- Чжао Лэцзи
- Хань Чжэн
- Ван Цишань
- Дин Сюэсян
- Ван Чэнь
- Лю Хэ
- Сюй Цилян
- Сунь Чуньлань
- Ли Си
- Ли Цян
- Ли Хунчжун
- Ян Цзечи
- Ян Сяоду
- Чжан Юся
- Чэнь Си
- Чэнь Цюаньго
- Чэнь Миньэр
- Ху Чуньхуа
- Го Шэнкунь
- Хуан Куньмин
- Цай Ци
- Цзян Цзэминь
- Ху Цзиньтао
- Ли Жуйхуань
- Вэнь Цзябао
- Цзя Цинлинь
- Чжан Дэцзян
- Юй Чжэншэн
- Сун Пин
- Ли Ланьцин
- Цзэн Цинхун
- У Гуаньчжэн
- Ли Чанчунь
- Хэ Гоцян
- Лю Юньшань
- Чжан Гаоли
- Ю Цюань
- Чжан Цинли

- 16 октября в Пекине открылся XX съезд КПК[40]. Выступая с докладом ЦК КПК 19-го созыва на открытии съезда, Си Цзиньпин заявил, что Китай будет активно и планомерно содействовать достижению пика выбросов углерода и углеродной нейтральности (см. Carbon neutrality). По словам Си, КНР будет активнее продвигать энергетическую революцию, а также — принимать активное участие в глобальном управлении в сфере реагирования на изменение климата[41]. В докладе съезду Си Цзиньпин поведал о новых исторических особенностях великой борьбы, которую вёл ЦК КПК. Он коснулся идей о социализме с китайской спецификой новой эпохи; рассказал про усиление партийного руководства; реализацию мечты китайской нации о достижении среднего достатка; про конец абсолютной бедности в стране, с внесёнными весомым вкладом в дело сокращения бедности в мире; упомянул про инициативу «Одного пояса и одного пути»; создание в Китае крупнейших в мире систем образования, социального обеспечения, медобслуживания и здравоохранения; а также про развёртывание беспрецедентной борьбы с коррупцией, в результате чего в этом направлении была одержана победа с подавляющим перевесом, и всесторонне закреплена. Помимо прочего Си Цзиньпин заявил, что КПК нашла революционные самопреобразования как вариант преодоления так называемой закономерности исторической цикличности «подъемов и падений», что позволило добиться того, чтобы КПК «никогда не разлагалась, никогда не меняла своего цвета и стиля»[42].
- Съезд проходил в условиях осуществляемых в Китае мер профилактики и контроля COVID-19, поэтому, в частности,  делегаты в зале Дома народных собраний, где проходил съезд, носили медицинские маски[43].
- Свои поздравления с открытием 20-го съезда в адрес Центрального комитета КПК направили Центральный комитет партии Гоминьдан[44], правящие партии КНДР, Вьетнама, Лаоса и Кубы[45], а также президент ЮАР Сирил Рамафоса, президент Аргентины Альберто Фернандес, президент Шри-Ланки Ранил Викрамасингхе, президент Таджикистана Эмомали Рахмон, президент Палестины Махмуд Аббас, президент Кыргызстана Садыр Жапаров, президент Габона Али бен Бонго Ондимба, премьер-министр Монголии Лувсаннамсрайн Оюун-Эрдэнэ, председатель «Единой России» Дмитрий Медведев, председатель казахстанской партии «Аманат» Ерлан Кошанов, генеральный секретарь Лиги арабских государств Ахмед Абу аль-Гейт и др.[46][47][48]
- В понедельник 17 октября, во время участия в дискуссии с делегатами съезда глава ЦКПД Чжао Лэцзи заявил, что доклад ЦК 19-го созыва 20-му съезду является программным документом, который объединяет мудрость всех членов партии, отражает чаяния народа и играет важную руководящую роль в развитии дела партии и государства[49]. Ответственный секретарь съезда Ван Хунин отметил, что Китай добился исторических достижений и стал свидетелем исторических изменений в деле партии и государства после 18-го съезда КПК; в основном эти успехи были достигнуты благодаря твердому руководству ЦК КПК с Си Цзиньпином в качестве его ядра и научнообоснованному руководству идей Си Цзиньпина о социализме с китайской спецификой новой эпохи[50]. Председатель ВК НПКСК Ван Ян подчеркнул, что необходимо осознаннее отстаивать статус Си Цзиньпина как ядра ЦК КПК и партии в целом, осознаннее защищать авторитет ЦК КПК и поддерживать его единое централизованное руководство[51]. Как передает Синьхуа: «Товарищ Си Цзиньпин, принимая участие в дискуссии», указал, что «вся партия и весь многонациональный народ страны должны под знаменем партии сплотиться как „прочная сталь“, и сосредоточить все мысли и силы к тому, чтобы гигантский корабль великого возрождения китайской нации, рассекая волны, уверенно шел на всех парусах в дальнее плавание»[52]. «Участники дискуссии признали, что доклад 20-му съезду КПК составлен исходя из возрождения китайской нации и на фоне небывалых за последние сто лет перемен в мире, и имеет целью научнообосновано определить цели и задачи развития дела партии и государства и важные политические установки на ближайшие пять лет и более длительный срок», — передает Синьхуа: — «Делегаты единодушно заявили об одобрении этого доклада»[52].
- 18 октября под председательством Си Цзиньпина состоялось второе заседание президиума 20-го съезда[53], а 21 октября — третье заседание[54]. 22 октября Си Цзиньпин председательствовал на заключительном заседании 20-го съезда КПК[55], где были приняты резолюции о поправках к Уставу КПК[56], по докладу о работе ЦКПД 19-го созыва и по докладу ЦК КПК 19-го созыва[57][58], а также были избраны новые составы ЦК КПК➤ и ЦКПД[59]. Перед заключительной речью Си Цзиньпина произошёл инцидент с выведением Ху Цзиньтао из зала заседаний➤. После чего состоялась церемония закрытия XX съезда[60].

## ЦК КПК 20-го созыва
В состав нового ЦК КПК, составившего 205 человек, не вошли четверо членов постоянного комитета Политбюро ЦК КПК 19-го созыва: Ли Кэцян, Ли Чжаньшу, Ван Ян и Хань Чжэн. 23 октября состоится первый пленум ЦК КПК нового созыва, на котором будет утвержден состав нового Политбюро и его постоянного комитета, а также избран генеральный секретарь ЦК КПК.
Си Цзиньпин будет переизбран генсеком компартии Китая на третий срок. В Постоянный комитет Политбюро помимо него войдут глава Шанхайского горкома Ли Цян, члены посткома Политбюро предыдущего созыва Чжао Лэцзи и Ван Хунин, глава Пекинского горкома КПК Цай Ци, начальник Канцелярии ЦК КПК Дин Сюэсян и секретарь комитета КПК провинции Гуандун Ли Си. Как сообщила Газета.ру: «Согласно представленной на пленуме ЦК очередности, Си сохранит пост Председателя Китая, Ли Цян, скорее всего, станет следующим премьером Госсовета, Чжао Лэцзи окажется следующим председателем парламента… Ван Хунин — председателем Народного политического консультативного совета Китая». В тот же день Ли Си сменил Чжао Лэцзи во главе ЦКПД.

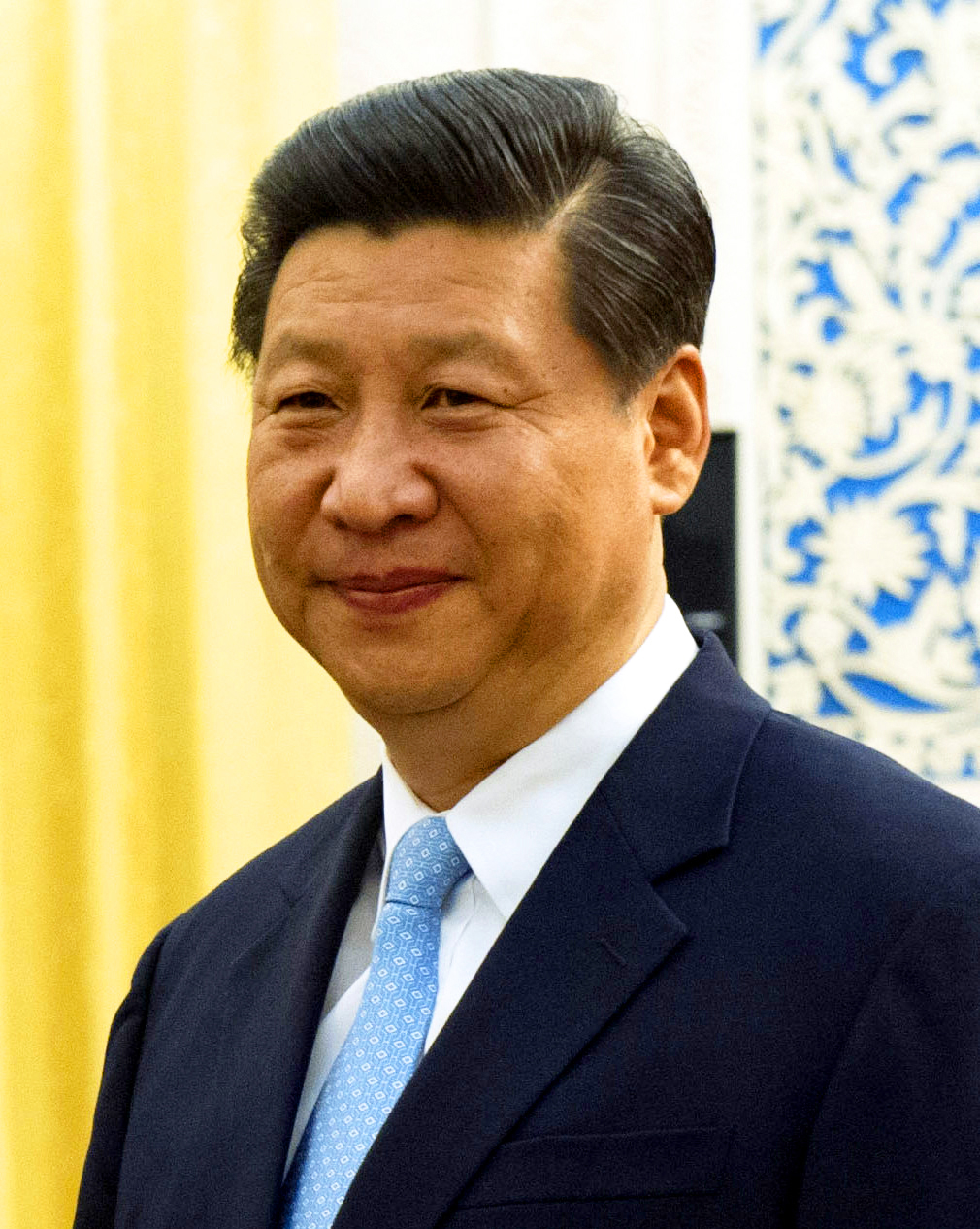
Си Цзиньпин
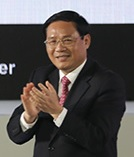
Ли Цян
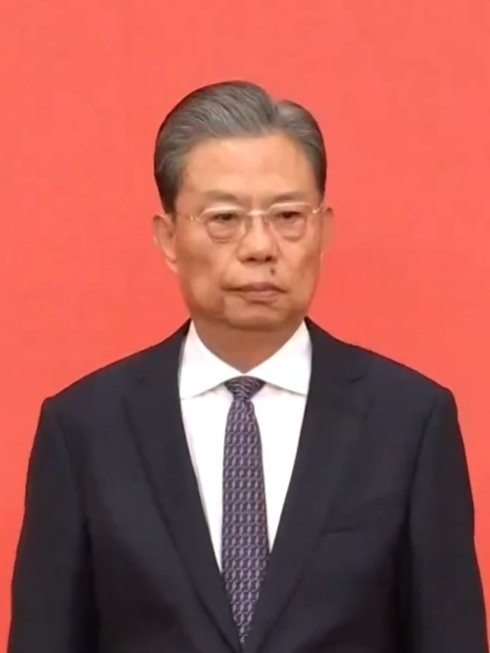
Чжао Лэцзи
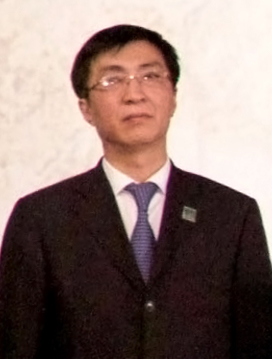
Ван Хунин
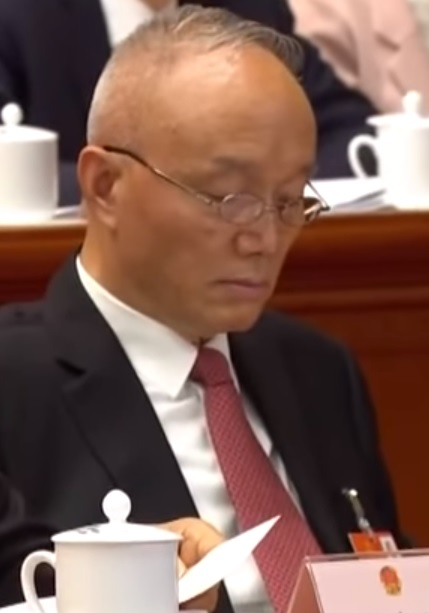
Цай Ци
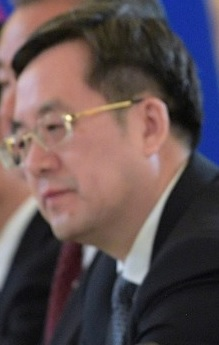
Дин Сюэсян
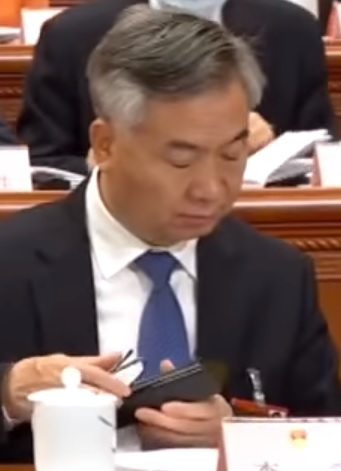
Ли Си

Впервые за четверть века в Политбюро не оказалось женщин.

## Инцидент с выведением Ху Цзиньтао

Ху Цзиньтао поднимают с кресла и пытаются вывести из зала

В завершающий день, 22 октября, бывшего китайского лидера Ху Цзиньтао, сидевшего слева от Си Цзиньпина, вывели под руки из зала заседаний. Журналисты «Би-би-си» полагают, что для Ху происходящее стало неожиданностью, и он вначале не хотел покидать своё место. Когда его всё же удалось поднять и вывести из президиума, по пути он что-то сказал Си и сочувственно похлопал по плечу премьер-министра Ли Кэцяна. В момент, когда Ху, прежде чем уйти, встав, обсуждал что-то с подошедшими его сопроводить лицами, Ли Чжаньшу попытался подняться со своего места, но Ван Хунин остановил его, потянув за пиджак. Позже также появились предшествующие видеокадры, на которых, как излагает Би-би-си: «…Видно, как Ли Чжаньшу, сидящий слева от Ху, забирает у того папку с документами и что-то ему говорит. Затем Си Цзиньпин дает пространные инструкции человеку, который потом пытается убедить Ху уйти».
Примечательно, что Ху был за сменяемость власти (тогда как после съезда произошло переизбрание Си на третий срок) и мирное решение тайваньского вопроса. Согласно официальному правительственному агентству «Синьхуа», причиной вывода стало «недомогание Ху Цзиньтао».